# Presidente de la cámara de concejales
El Presidente de la cámara de concejales (en portugués, Presidente da câmara de vereadores) es un cargo político de la administración en Brasil.
Es el representante de la cámara legislativa, cuando esta se pronuncia colectivamente; regula sus trabajos y es el fiscal responsable.
Sus funciones están definidas por la Ley orgánica del Municipio (Brasil) y el Regimiento Interno de la Cámara de Concejales (Brasil). Según Hely Lopes Meirelles tiene funciones de legislación, administración, y representación.
1. ↑  «Câmara de Vereadores Santa Maria - Rio Grande do Sul - Brasil». www.camara-sm.rs.gov.br. Archivado desde el original el 22 de junio de 2007. Consultado el 8 de marzo de 2010.

- Datos: Q17333623